# Barwałd Średni
Barwałd Średni ist eine Ortschaft mit einem Schulzenamt der Gemeinde Kalwaria Zebrzydowska im Powiat Wadowicki der Woiwodschaft Kleinpolen, Polen.

## Geographie
Der Ort liegt am Bach Kleczanka.
Nachbarorte sind Barwałd Dolny im Westen, Wysoka, Stanisław Górny und Stanisław Dolny im Norden, Barwałd Górny im Osten, Łękawica im Süden.

## Geschichte
Die heutigen drei Dörfer Barwałd Dolny (Nieder), Barwałd Średni (Mittel) und Barwałd Górny (Ober) begannen wahrscheinlich als drei Siedlungszentren des einzigen Dorfes, das als die Pfarrei Berwald im Peterspfennigregister des Jahres 1326 im Dekanat Zator des Bistums Krakau erstmals urkundlich erwähnt wurde. Später wurde es auch als Barvalt (1381), Berualt (1388) oder Barualth erwähnt. Der Name geht entweder auf die deutschen Wörter Bär/Berg/Beere+Wald oder den im Mittelalter in Polen weitverbreiteten Vornamen Berwold/Bierwołt zurück.
Die gleichnamige Burg (castrum) wurde 1440 erstmals urkundlich erwähnt, aber sie lag nicht am Grund des Dorfes, sondern am Hügel Żar innerhalb des Dorfes Zakrzów. Die Burg wurde im Jahre 1477 zerstört.
Politisch gehörte das Dorf ursprünglich zum Herzogtum Auschwitz, dies bestand ab 1315 in der Zeit des polnischen Partikularismus. Seit 1327 bestand die Lehnsherrschaft des Königreichs Böhmen. Seit 1445 gehörte es zum Herzogtum Zator, dieses wurde im Jahr 1494 an Polen verkauft.
Im Jahre 1529 wurden die drei separaten Dörfer Barwalth Superior, Barwalth Media und Barwalth Inferior erstmals urkundlich erwähnt.
Bei der Ersten Teilung Polens kam Barwałd Średni 1772 zum neuen Königreich Galizien und Lodomerien des habsburgischen Kaiserreichs (ab 1804). Ab 1782 gehörte es dem Myslenicer Kreis (1819 mit dem Sitz in Wadowice). Nach der Aufhebung der Patrimonialherrschaften bildete es nach 1850 eine Gemeinde im Bezirk Wadowice.

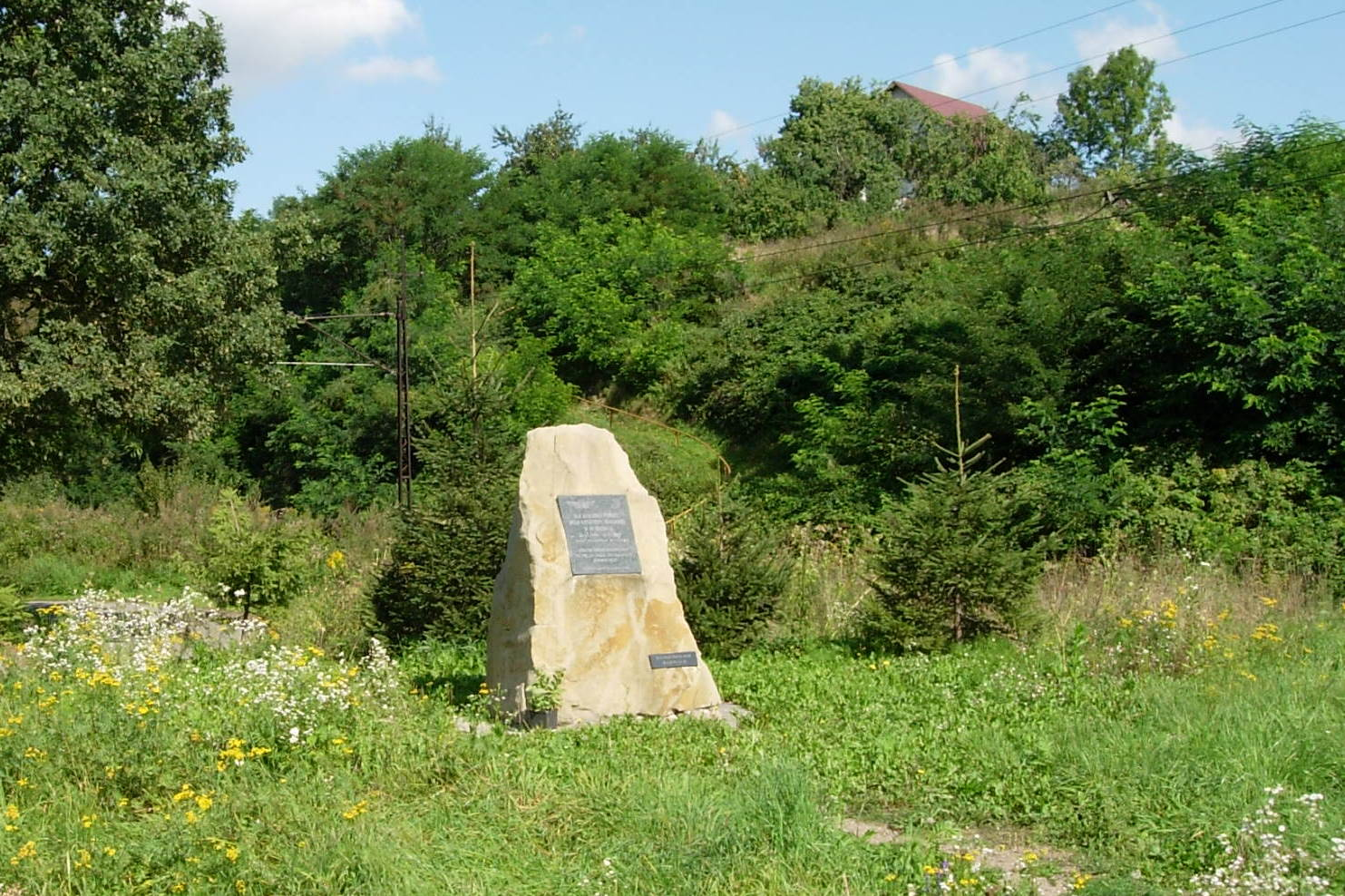
Gedenkstein an den Eisenbahnunfall

1918, nach dem Ende des Ersten Weltkriegs und dem Zusammenbruch der k.u.k. Monarchie, kam Barwałd Średni zu Polen. Unterbrochen wurde dies nur durch die Besetzung Polens durch die Wehrmacht im Zweiten Weltkrieg. Es gehörte dann zum Generalgouvernement. Am 24. November 1944 ereignete sich ein Eisenbahnunfall.
Von 1975 bis 1998 gehörte Barwałd Średni zur Woiwodschaft Bielsko-Biała.

## Verkehr
Durch Barwałd Średni verläuft die Staatsstraße DK 52, die Bielsko-Biała mit Kraków verbindet.